# Eparchia kemerowska
Eparchia kemerowska – jedna z eparchii Rosyjskiego Kościoła Prawosławnego, z siedzibą w Kemerowie. Należy do metropolii kuzbaskiej.
Eparchię (pod nazwą kemerowska i nowokuźniecka) utworzono 11 czerwca 1993. Początkowo obejmowała teren obwodu kemerowskiego. W 2012 z eparchii kemerowskiej wydzielono dwie nowe administratury: eparchię nowokuźniecką i eparchię mariińską. Od tego czasu ordynariusz eparchii nosi tytuł biskupa kemerowskiego i prokopjewskiego.

## Zwierzchnicy
- 1993–2006 – biskup (od 1998 arcybiskup) Sofroniusz (Budko)
- od 2006 – arcybiskup (od 2012 metropolita) Arystarch (Smirnow)[1]

## Dekanaty
W skład eparchii wchodzi 12 dekanatów:
- biełowski;
- guriewski;
- iński;
- kemerowski I;
- kemerowski II;
- kisielowski;
- lenińsko-kuźniecki I;
- lenińsko-kuźniecki II;
- lenińsko-kuźniecki III;
- prokopjewski I;
- prokopjewski II;
- penitencjarny.

## Monastery
Na terenie eparchii działają 2 monastery:
- monaster św. Serafina z Sarowa i Opieki Matki Bożej w Lenińsku Kuźnieckim, żeński
- monaster Zaśnięcia Matki Bożej w Jełykajewie, żeński